# Ernesto Rossi (Politiker)

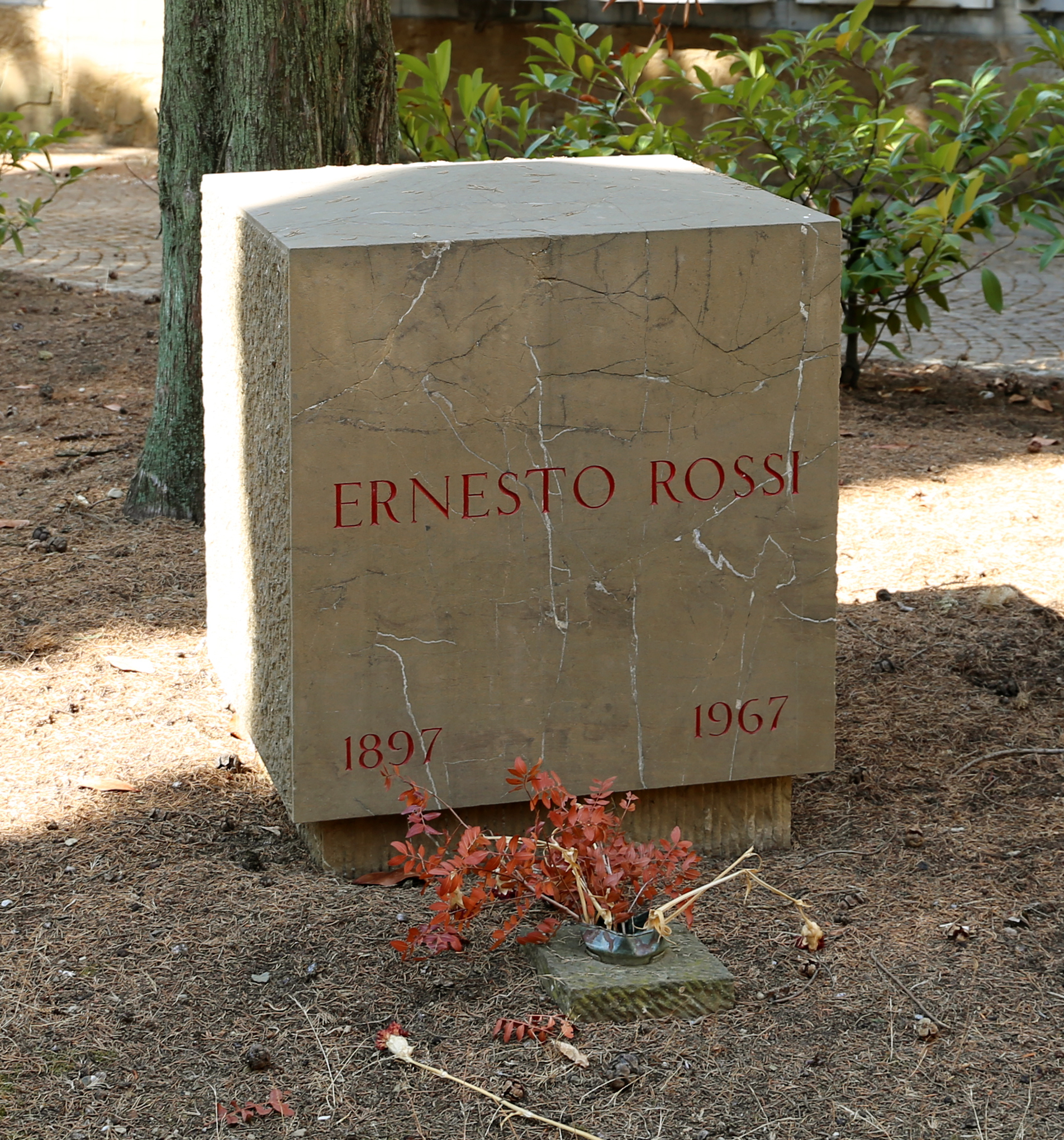
Grabstein auf dem Friedhof von Trespiano

Ernesto Rossi (* 25. August 1897 in Caserta; † 9. Februar 1967 in Rom) war ein italienischer Politiker, Journalist und Antifaschist. Er trug zur Gründung der Partito d’Azione und später der Partito Radicale bei und war Mitverfasser des Manifest von Ventotene 1941, einem der Gründungsdokumente der Europäischen Integration.

## Lebensgeschichte
Rossi nahm im Alter von 19 Jahren freiwillig am Ersten Weltkrieg teil. Von 1919 bis 1922 arbeitete er für die Zeitung Il Popolo d’Italia, die Benito Mussolini leitete. In dieser Zeit lernte er den Autor und Politiker Gaetano Salvemini kennen, mit dem er später zusammenarbeitete. Durch die Freundschaft mit Salvemini wurde Rossi zum Kritiker und entschiedenen Gegner des Faschismus. Nach seiner Verhaftung 1930 saß er zunächst neun Jahre in einem Gefängnis in Rom, bevor er nach Ventotene, einer Insel im Golf von Gaeta (zwischen Rom und Neapel) gebracht wurde. Im Juli 1941 gehörte er neben Altiero Spinelli und Eugenio Colorni zu den Autoren des antifaschistischen Manifesto di Ventotene. Darin riefen die Verfasser zur Gründung eines europäischen Bundesstaates auf, der über gemeinsame Institutionen und ein gemeinsames Heer verfügen sollte. Zugleich plädierten sie dafür, dass diese „europäische Revolution“ eine sozialistische sein und sich für die „Emanzipation der Arbeiterklasse“ einsetzen müsse.